# Сендек (Мазовецьке воєводство)
Сендек (пол. Sędek) — село в Польщі, у гміні Старожреби Плоцького повіту Мазовецького воєводства.
Населення — 176 осіб (2011).
У 1975-1998 роках село належало до Плоцького воєводства.

## Демографія
Демографічна структура станом на 31 березня 2011 року:
|          | Загалом | Допрацездатний вік | Працездатний вік | Постпрацездатний вік |
| -------- | ------- | ------------------ | ---------------- | -------------------- |
| Чоловіки | 91      | 29                 | 56               | 6                    |
| Жінки    | 85      | 21                 | 49               | 15                   |
| Разом    | 176     | 50                 | 105              | 21                   |